# Dolga Gora
Dolga Gora je razloženo naselje v Občini Šentjur, leži v povirju Cecinjskega potoka, na stiku Voglajnskih in Dravinjskih goric in na prisojnem pobočju pod slemenom Dolge gore (471 mnm). 
Dostop je po cesti Ponikva - Loče. Skozi naselje poteka  železniška proga Zidani Most - Maribor, na njej je  postajališče Dolga Gora.
Najgostejša poselitev je ob železniškem postajališču in gasilskem domu. Ob cesti proti Sladki Gori poteka novejši obcestni del naselja, višje po pobočjih so posamezne samotne domačije. Prebivalstvo se ukvarja s kmetijstvom ter storitvenimi dejavnosti.